# Atlantyda (film)
Atlantyda − polski film animowany, krótkometrażowy, z roku 1972. Reżyserem i współautorem scenariusza filmu jest (obok Andrzeja Lacha) Piotr Szpakowicz. Za produkcję tę został wyróżniony na Międzynarodowym Festiwalu Filmów Krótkometrażowych w Tampere.

## O filmie
W świecie miotanym różnymi kataklizmami pojawia się zakochana para, zapatrzona w siebie wzajemnie, wkraczająca na zmęczoną klęskami żywiołowymi ziemię. Nic nie jest w stanie zniszczyć jej miłości.
Teksty Adama Kreczmara recytują aktorzy − Zofia Kucówna i Piotr Fronczewski.